# William Halpenny
William Halpenny, född 23 maj 1882, död 10 februari 1960, var en friidrottare från Kanada. Han deltog vid olympiska sommarspelen 1904 och olympiska sommarspelen 1912.